# El-Gabal
El-Gabal è una divinità solare adorata ad Emesa, in Siria, nei primi secoli dell'Era volgare, e nota per il fatto che uno dei suoi grandi sacerdoti divenne imperatore romano col nome di Eliogabalo. 
In seguito venne importato nel pantheon romano e assimilato alla divinità solare romana nota come Sol Indiges durante la Repubblica romana e come Sol Invictus nel II e III secolo.

## Dio di Emesa

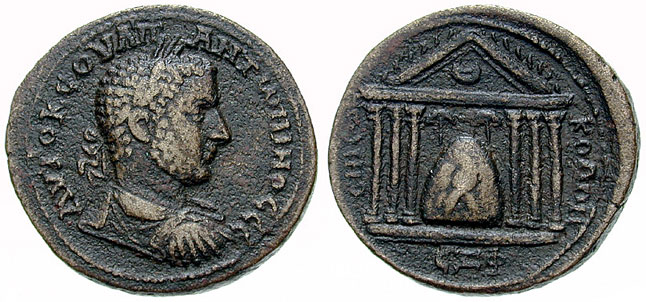
Il tempio del dio sole El-Gabal a Emesa, con la pietra sacra, sul retro di questa moneta in bronzo l'usurpatore romano Uranio Antonino

Il nome del dio era derivato da due parole siriache, El ("dio") e gabal (concetto associabile a "montagna", si veda l'ebraico gevul e l'arabo jebel), e significa "il dio [che si manifesta in una] montagna". El-Gabal era adorato nel tempio di Emesa, dove era conservato un betilo (una pietra sacra) conico, probabilmente un meteorite. Erodiano, uno storico siriano del III secolo, racconta che «questa pietra è adorata come se fosse stata inviata dal cielo; su essa si trovano piccole protuberanze e segni, che alla gente piace considerare un grezzo ritratto del sole, perché è così che li vedono».
La dinastia reale di Emesa riforniva anche la classe sacerdotale di El-Gabal di alti sacerdoti; quando Domiziano decise di annettere la città all'Impero romano, i sovrani spodestati continuarono ad esercitare una certa influenza sul loro territorio continuando a tenere per sé la carica di gran sacerdote.
Uno dei grandi sacerdoti di El-Gabal fu Giulio Bassiano, la cui prima figlia sposò un generale romano poi salito al trono, Settimio Severo: in questo modo i sacerdoti di El-Gabal si unirono alla dinastia dei Severi, che iniziò a regnare nel 193 sull'Impero.

## Eliogabalo

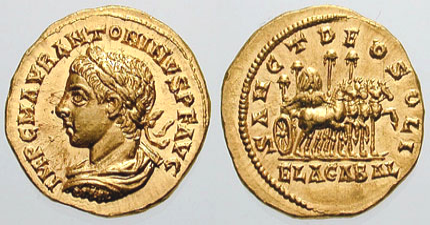
Aureo di Eliogabalo, con, al rovescio, la legenda SANCT DEO SOLI ELAGABAL ("Al sacro dio sole El-Gabal") e la raffigurazione di una quadriga che trasporta il betilo (sacra pietra) del tempio del sole di Emesa, custodita nell'Elagabalium a Roma.

Un nipote di Giulio Bassiano, impropriamente passato alla storia come Eliogabalo, divenne imperatore romano; durante il suo breve regno (218-222) cercò non solo di far entrare il dio sole di Emesa, di cui era gran sacerdote, nel pantheon romano, ma, soprattutto, di renderlo la divinità principale della Religione romana, prima associandolo a Giove e poi facendovi confluire tutte le divinità romane.
Fin dal regno di Settimio Severo, l'adorazione della divinità solare era cresciuta in tutto l'impero; Eliogabalo sfruttò questa popolarità per introdurre El-Gabal, che venne rinominato Deus Sol Invictus ("Dio Sole Invitto") e posto al di sopra di Giove (il culto venne introdotto a partire dal 220); per rafforzare il legame tra il nuovo dio e la Religione romana, Eliogabalo fece contrarre a Deus Sol Invictus un "matrimonio sacro" (hieros gamos) con Astarte (la dea lunare), con Minerva, e con la dea cartaginese Tanit (o Dea Caelestis).
Per diventare l'alto sacerdote di El-Gabal, Eliogabalo si fece circoncidere, costringendo anche alcuni suoi collaboratori a fare lo stesso: Cassio Dione Cocceiano racconta che pensò persino di castrarsi, ma non ebbe poi il coraggio di farlo. L'imperatore costrinse i senatori a guardarlo mentre danzava attorno all'altare di Deus Sol Invictus al suono di tamburi e cembali, e ogni solstizio d'estate divenne una grande festa in onore del dio, popolare tra le masse per via della grande distribuzione di viveri. Durante questa festa, Eliogabalo poneva la pietra di Emesa su di un carro adornato con oro e gioielli, che girava la città in parata:
(Erodiano, Storia romana, v.6)
Un sontuoso tempio detto Elagabalium venne costruito sul pendio orientale del Palatino allo scopo di ospitare El-Gabal, il meteorite nero conico che rappresentava il dio solare di Emesa. Le reliquie più sacre della Religione romana furono trasferite dai rispettivi templi all'Elagabalium, inclusa la Magna Mater, il fuoco di Vesta, gli Ancilia dei Salii e il Palladio, in modo che nessun altro dio all'infuori di El-Gabal venisse adorato. Con la morte di Eliogabalo nel 222, il betilo di El-Gabal venne inviato nuovamente ad Emesa